# Aurélia de Sousa

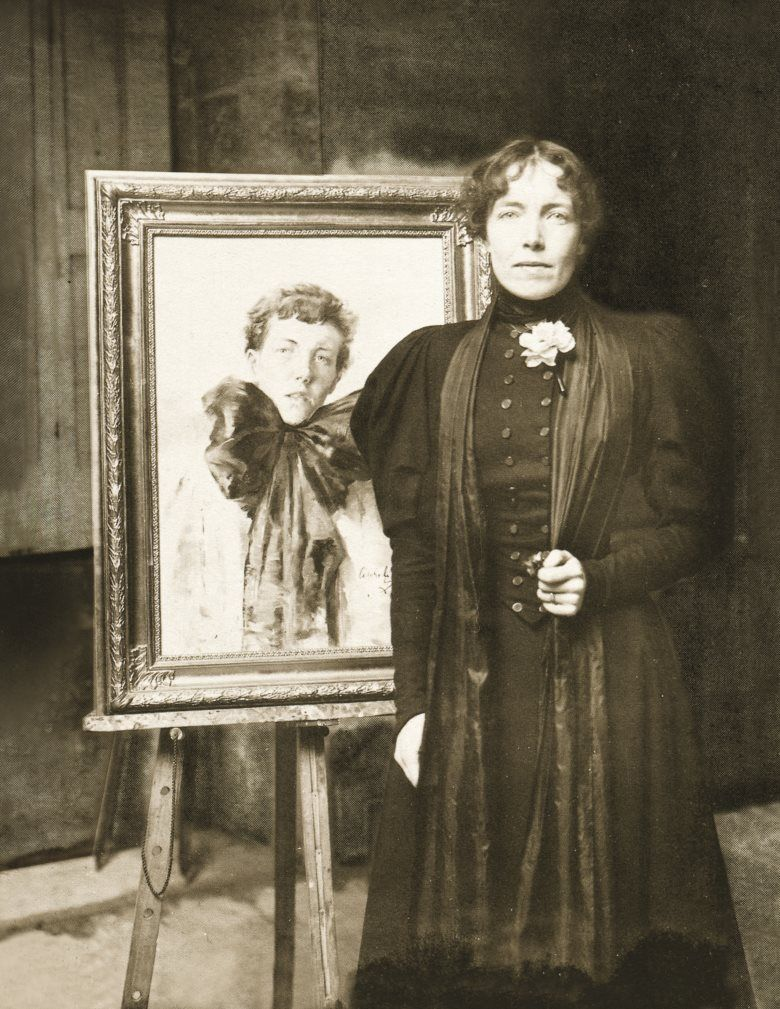
Porträt von Aurélia de Sousa vor ihrem Selbstporträt „Auto-retrato do Laço Negro“

Maria Aurélia Martins de Souza (* 13. Juni 1866 in Valparaíso, Chile; † 26. Mai 1922 in Porto, Portugal) war eine  chilenisch-portugiesische Malerin.

## Leben und Werk

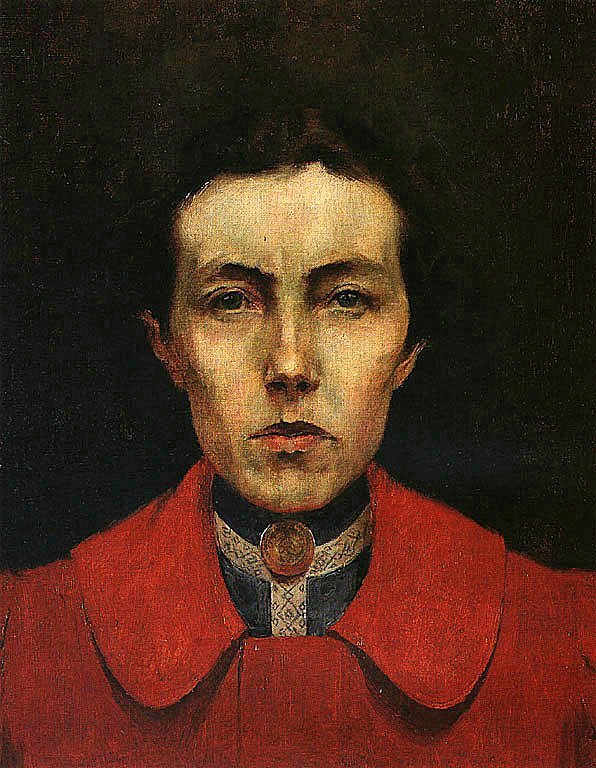
Selbstporträt von Aurélia de Sousa

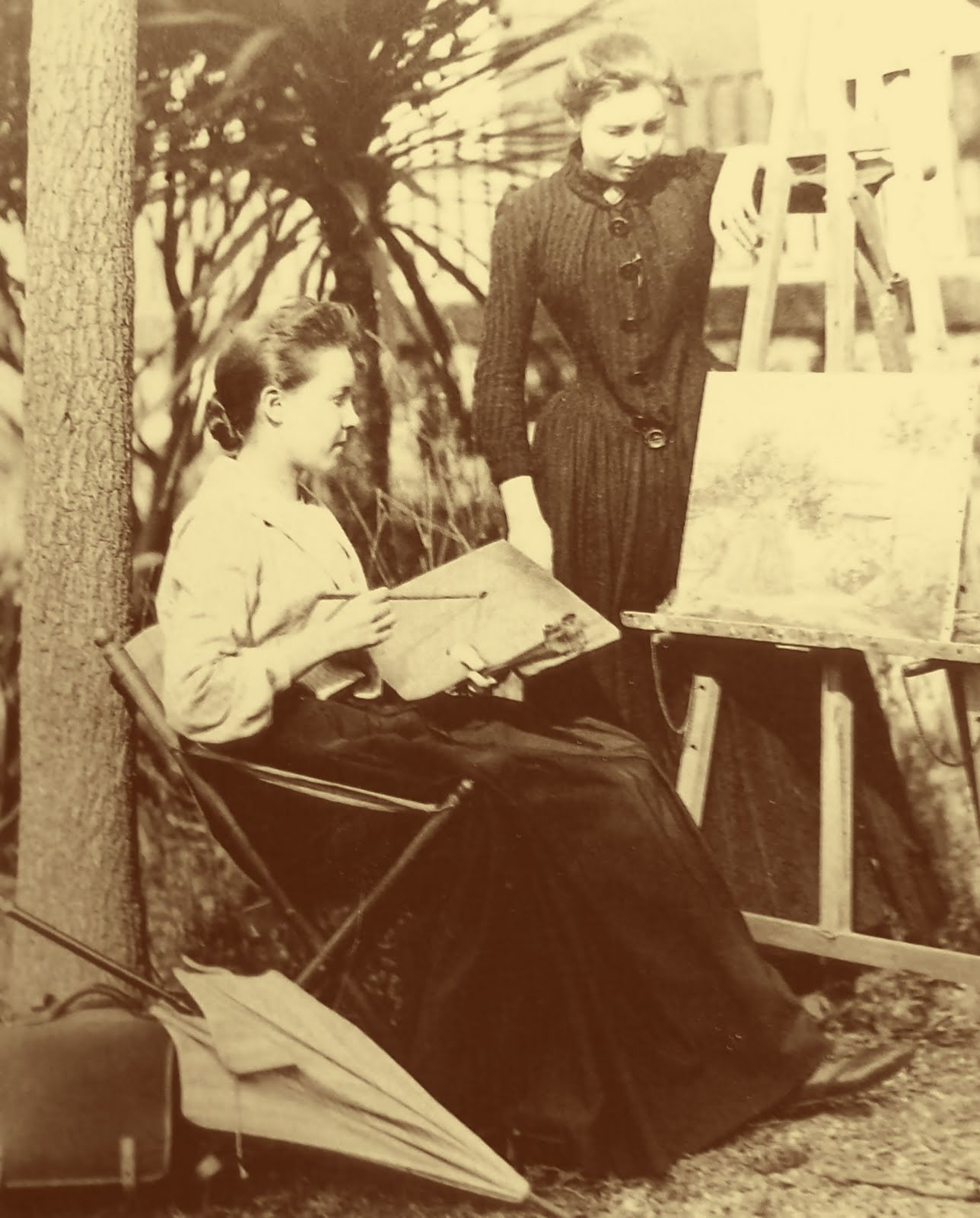
Aurélia de Sousa und Sofia Martins de Souza in Porto, 1895

Sousa war das vierte von sieben Kindern der portugiesischen Auswanderer nach Chile, António Martins de Souza und Olinda Perez. 1869 kehrte sie mit ihrer Familie nach Portugal zurück. Mit dem in Lateinamerika gesparten Geld kaufte die Familie eine Farm, Quinta da China, am Nordufer des Flusses Douro, in der Nähe von Porto, wo sie sich niederließ. Nach dem Tod ihres Vaters im Jahr 1874 heiratete ihre Mutter 1880 erneut.
Sousa begann im Alter von 16 Jahren mit Zeichen- und Malunterricht bei António da Costa Lima, einem Schüler von Auguste Roquemont, und malte 1889 ihr erstes Selbstporträt. Vier Jahre später schrieben sie und ihre Schwester Sofia de Souza (1870–1960) sich für Historisches Zeichnen an der Escola Superior de Belas Artes do Porto ein. Sie legte die Prüfungen der ersten beiden Jahre gemeinsam mit ihrer Schwester ab.
Von 1893 bis 1896 nahm sie an mehreren Ausstellungen teil, darunter: den Ausstellungen „Erwähnenswerte Schularbeiten der Studenten der Akademie der Schönen Künste in Porto“ (1893 bis 1896), den Kunstausstellungen des Ateneu Comercial do Porto (1893 bis 1895) und anderen von António José da Costa, João Marques de Oliveira und Júlio Costa organisierten Veranstaltungen.
Im Studienjahr 1896–1897 absolvierte sie das erste und zweite Jahr des Kurses für Historienmalerei an der Escola Superior de Belas Artes do Porto. 1897–1898 schloss sie das dritte Jahr mit einer Abschlussnote von 16 von 20 ab. Im Oktober 1898 schrieb sie sich für das vierte Jahr ein, schloss es jedoch nicht ab.
1899 reiste sie mit der finanziellen Unterstützung ihrer älteren Schwester Helena Souza Dias, die mit José Augusto Dias verheiratet war, nach Paris. In den drei Jahren, die sie dort lebte, besuchte sie Kurse von Jean-Paul Laurens und Jean-Joseph Benjamin-Constant an der Académie Julien. Sie stellte einige ihrer Werke aus und verkaufte sie, schickte Studien an João Marques de Oliveira, damit er ihre künstlerischen Fortschritte beurteilen konnte, und reiste in die Bretagne.
Während ihrer Pariser Jahre besuchte sie in Begleitung ihrer Schwester Sofia, die ebenfalls in Paris Malerei studierte, Museen in mehreren europäischen Städten. Sie besuchten 1899 die Bretagne und 1902 Brüssel, Antwerpen, Berlin, Rom, Florenz, Venedig, Madrid und Sevilla.
1900 malte sie ihr berühmtes Selbstporträt, auf dem sie einen roten Mantel trägt und das dem Museu Nacional de Soares dos Reis gehört. Im Gegensatz zu ihrem ersten Selbstporträt ist dieses Gemälde weder signiert noch datiert.
Von 1893 bis 1895 nahm sie an den Ausstellungen im Ateneu Comercial do Porto teil, stellte in der Galerie Misericórdia aus und nahm regelmäßig an den jährlichen Ausstellungen der Sociedade de Belas-Artes von Porto teil. Sie lehnte 1907 die Einladung zur Präsidentschaft dieser Institution ab. In den folgenden Jahren nahm sie an den jährlichen Ausstellungen der Sociedade de Belas-Artes do Porto (von 1909 bis 1911) teil und stellte in den Galerias da Misericórdia (1908–1909 und 1911–1912) und im Palácio de Cristal (1917 und 1933) und an der Nationalen Gesellschaft der Schönen Künste von Lissabon (von 1916 bis 1921) aus.
Von 1899 bis 1905 arbeitete sie auch  als Illustratorin für Zeitschriften und Publikationen.
1921 gab sie ihre Mitgliedschaft in der Sociedade de Belas-Artes do Porto auf und protestierte damit sowohl gegen die Gebührenerhöhung als auch dagegen, dass diese Institution keinen Ausstellungsraum mehr hatte.
Neben Malerei, Zeichnungen und Illustrationen nutzte sie auch die Fotografie auf unterschiedliche Weise. Einerseits, um Familienalben anzufertigen, die eine sehr modische Erfindung des 19. Jahrhunderts waren, und andererseits experimentierte sie damit bei ihrem Malprozess.
Aurélia de Sousa starb 1922 im Alter von 55 Jahren in Porto und ist auf dem Cemitério do Prado do Repouso in einem Familiengrab beigesetzt.

## Ehrungen

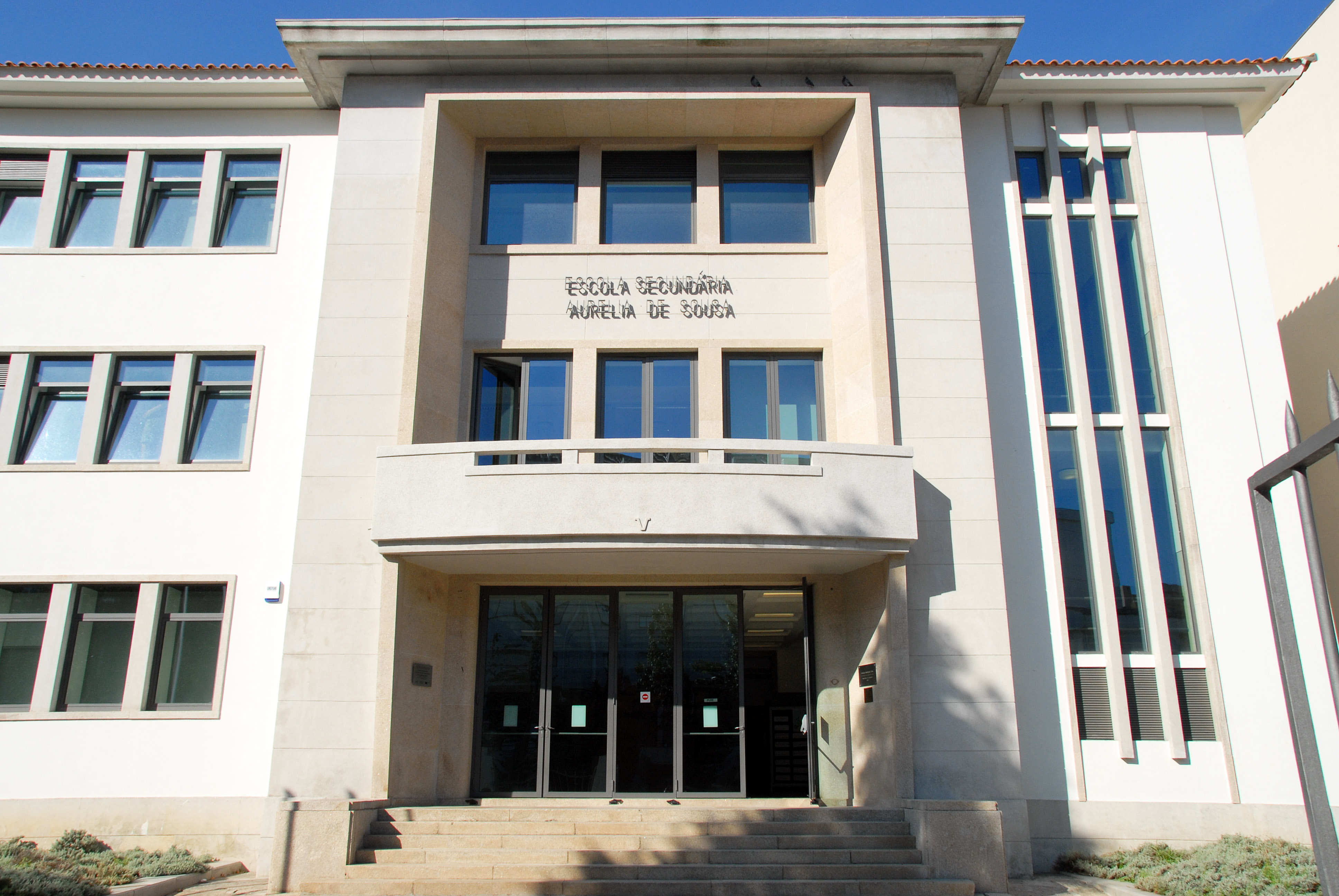
Escola Industrial Aurélia de Sousa

- Seit ihrem Tod haben mehrere portugiesische Ortschaften Straßen und Plätze nach ihr benannt (Gondomar, Matosinhos, Porto, Seixal und Tavira).
- 1936 fand Sousas erste Retrospektive statt.[6]
- Die Escola Industrial Aurélia de Sousa in Bonfim und die Escola Secundária Aurélia de Sousa wurden nach ihr benannt.[7]
- 1986 wurden ihre Arbeiten in der Ausstellung Os Naturalistas in Macau gezeigt.
- 1987 wurde ihr Selbstporträt auf der Ausstellung Soleil et Ombres, l'Art Portugais du XIXème in Paris ausgestellt.
- 2016 fand anlässlich des 150. Geburtstags von Aurélia de Sousa die Doppelausstellung Aurélia, Mulher Artista statt. Die von den Gemeinden Porto und Matosinhos in Zusammenarbeit mit dem portugiesischen Zentrum für Fotografie gemeinsam organisierte Ausstellung war im Museum Marta Ortigão Sampaio in Porto und im Museum Quinta de Santiago in Leça da Palmeira, Matosinhos, zu sehen und umfasste neben Gemälden auch Kohlezeichnungen, Fotografien und Objekte aus ihrem persönlichen Nachlass.[8][9][10]
- Im Rahmen der Hundertjahrfeier des Todes von Aurélia de Sousa entstand das Projekt As Casas – Rui Pinheiro im Museu Nacional Soares dos Reis, kuratiert und verfasst von dem Fotografen Rui Pinheiro. Zu den Initiativen gehörte neben der Eröffnung der Ausstellung Vida e Segredo: Aurélia de Souza 1866–1922 (2022–2023) im Museu Nacional Soares dos Reis (MNSR) in Porto auch die Fertigstellung ihres Werkverzeichnisses. Dieses wurde 2020 vom MNSR und der Universidade Nova de Lisboa in Zusammenarbeit mit der Universidade Católica do Porto und der Stadtverwaltung von Matosinhos begonnen und zielt darauf ab, sämtliche Werke der Malerin in öffentlichen und privaten Sammlungen aufzuspüren, zu katalogisieren und fotografisch zu archivieren. Während das MNSR fast drei Dutzend Werke besitzt, darunter das berühmte Autorretrato do casaco vermelho (1900), werden etwa 400 in Privatsammlungen vermutet.[11]
- Zum 155. Geburtstag von Aurélia de Sousa wurde am 13. Juni 2021 ein Google Doodle veröffentlicht.[12]

## Werke von Aurélia de Sousa (Auswahl)

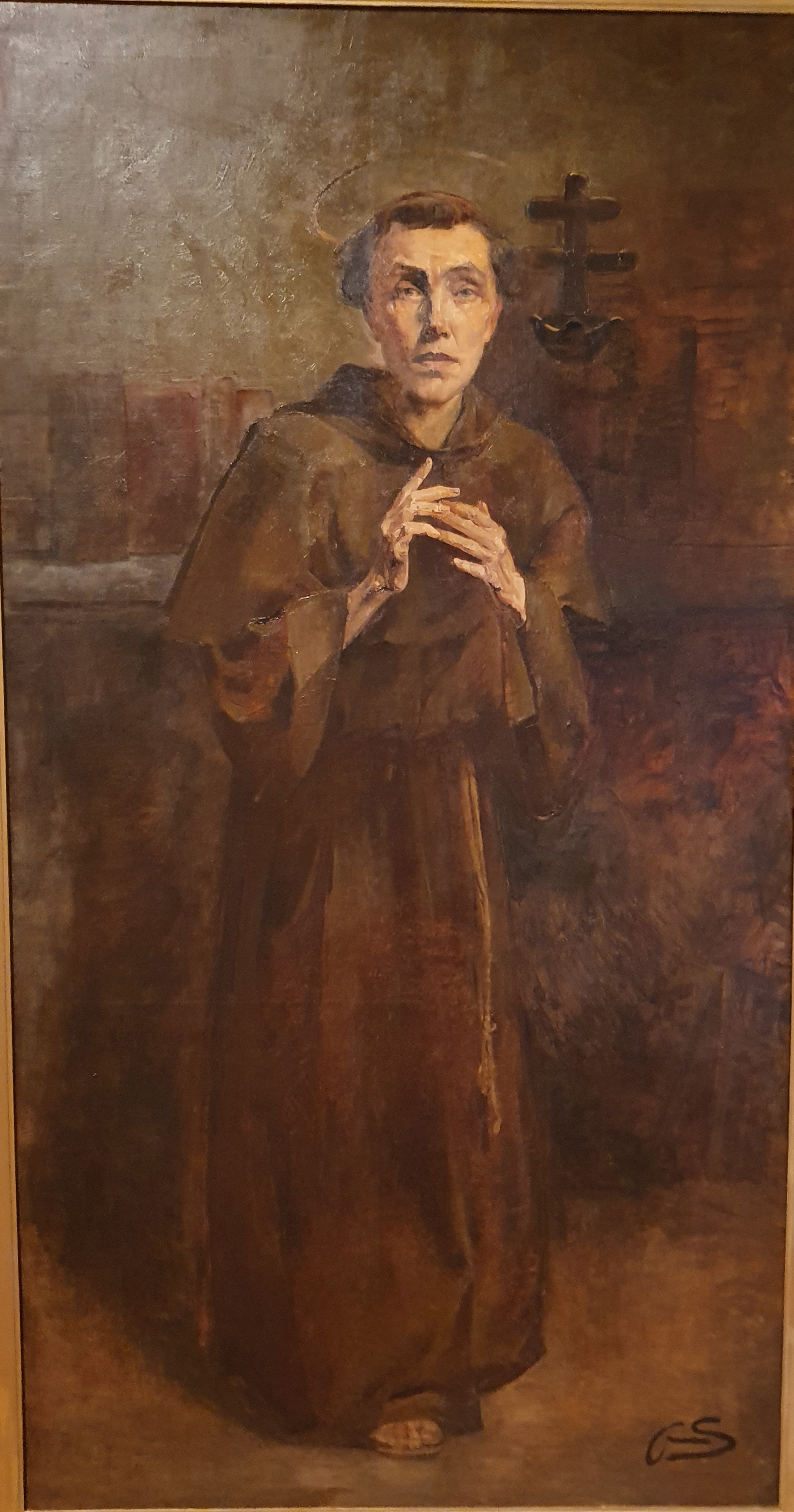
Santo António (Autorretrato), Gemälde aus dem Jahr ca. 1902, im Stadtmuseum/Casa Marta Ortigão Sampaio
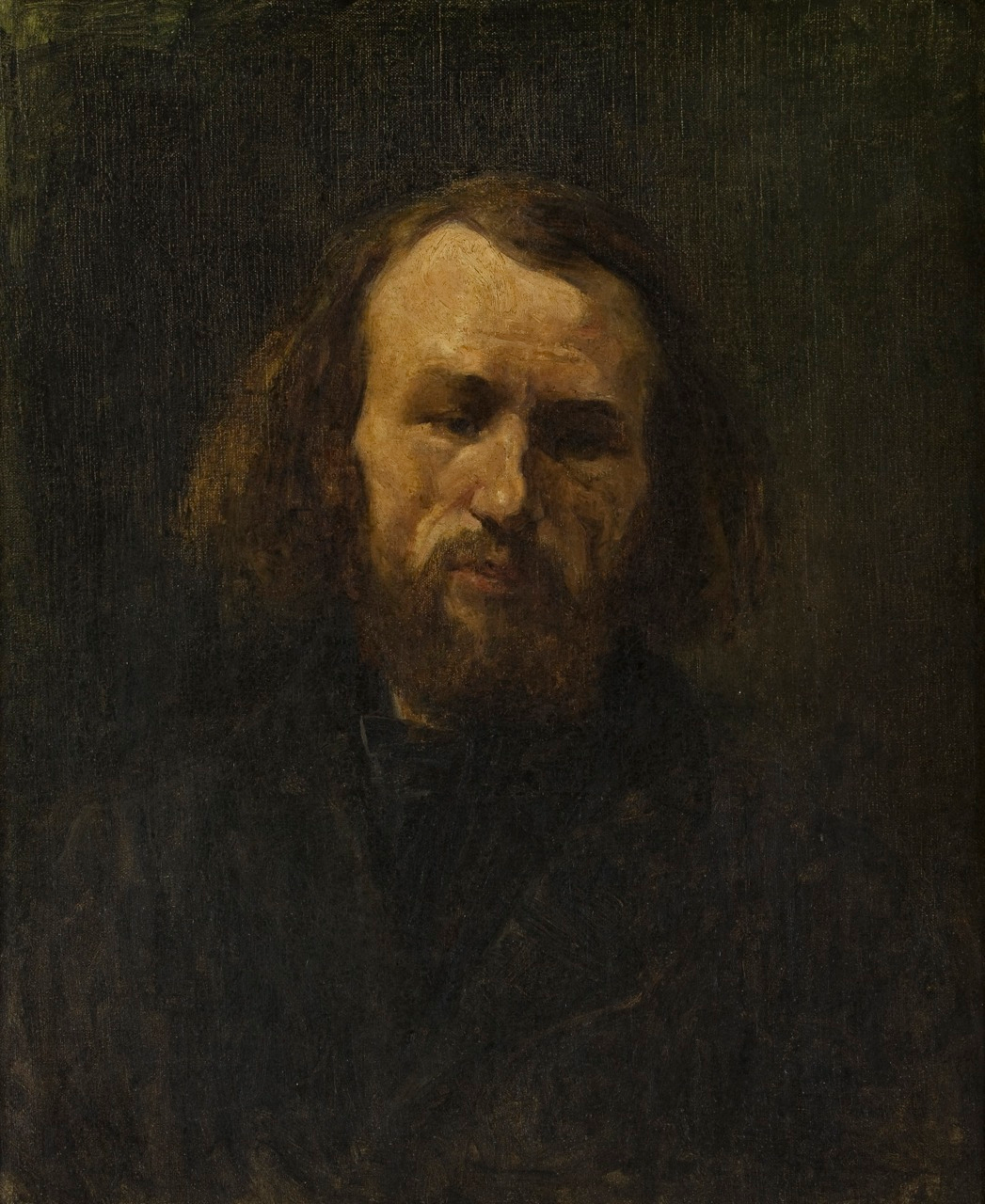
Ohne Titel
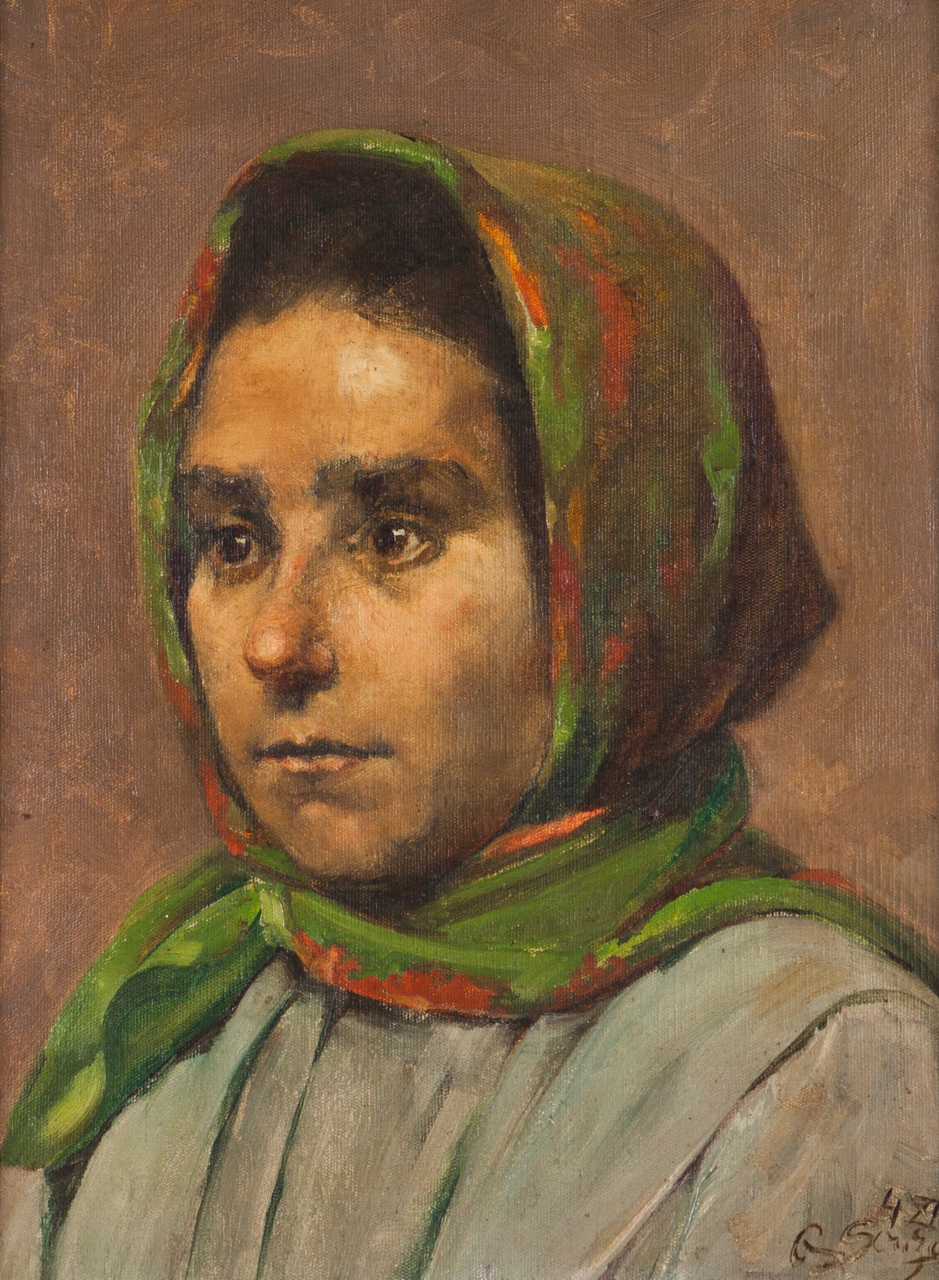
Camponesa
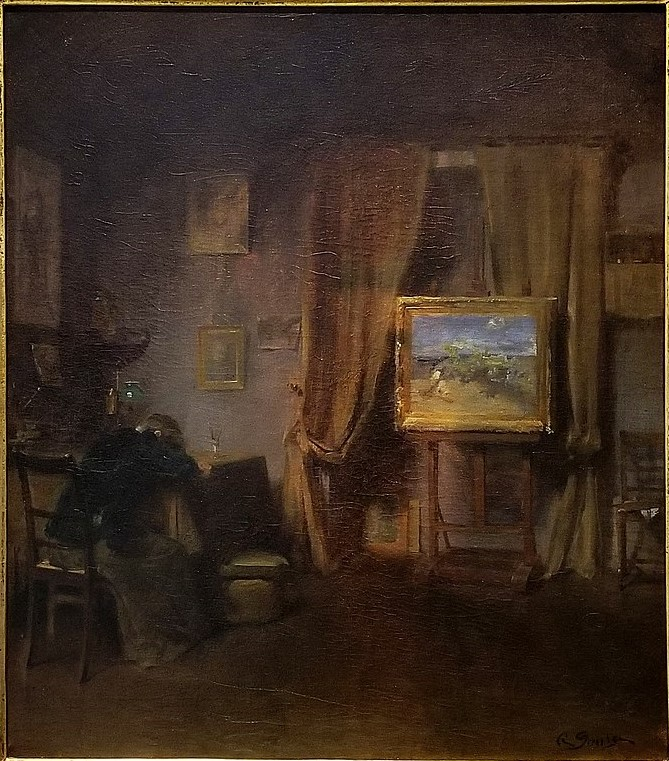
No atelier, 1916
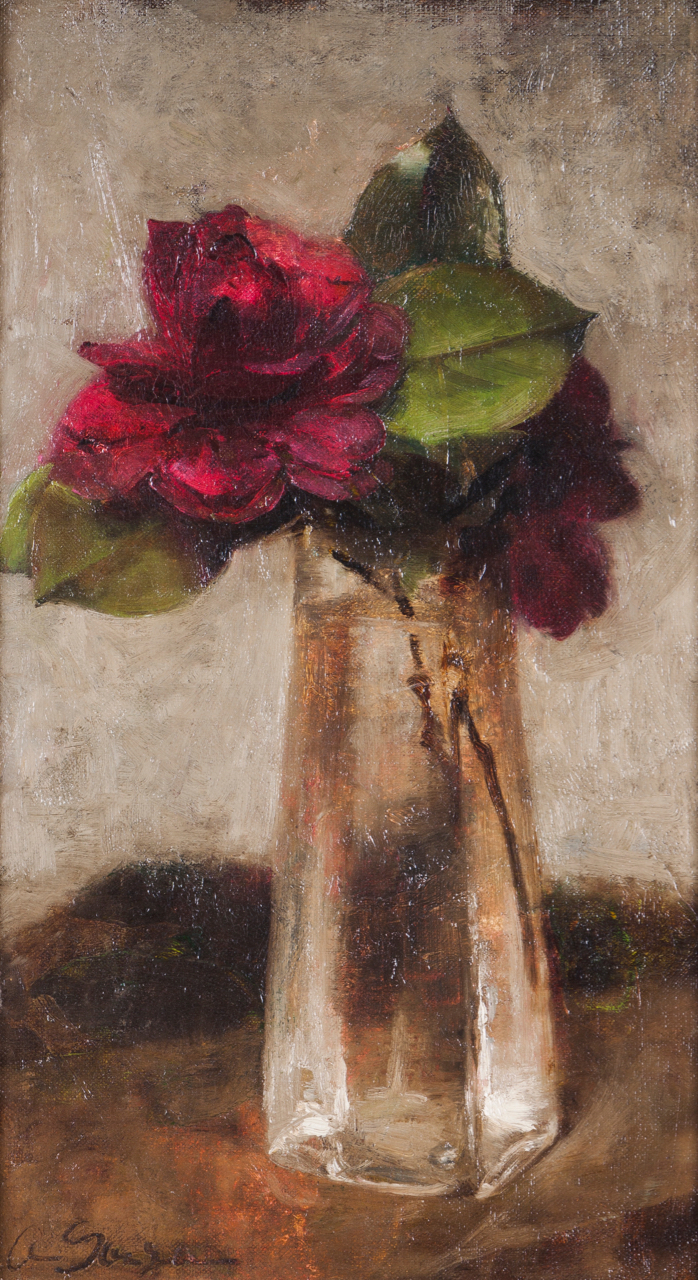
Jarra com flores
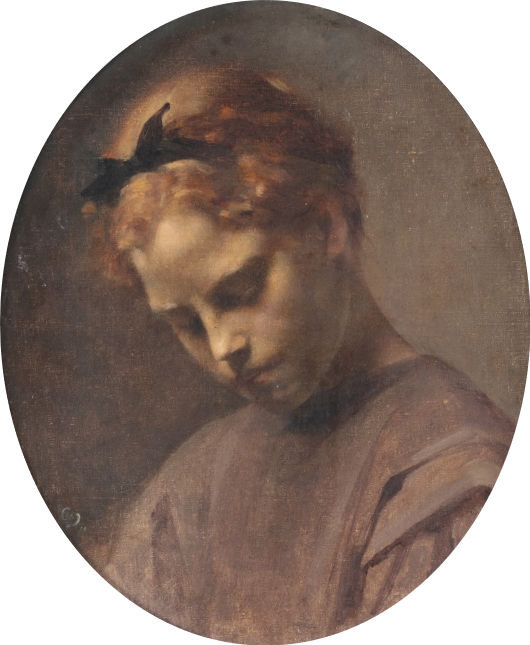
Retrato de Menina
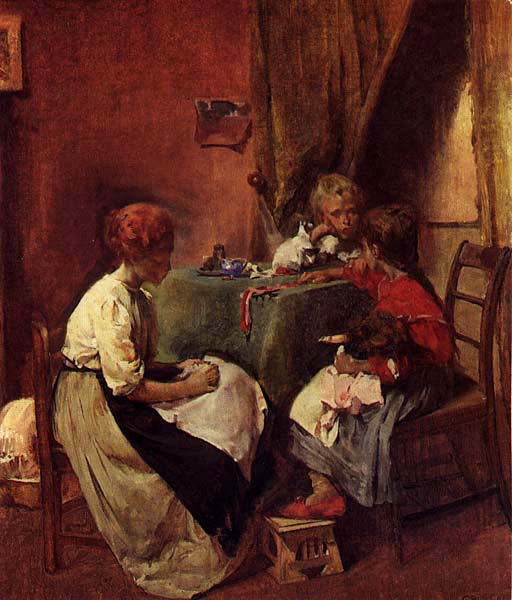
Cena familiar
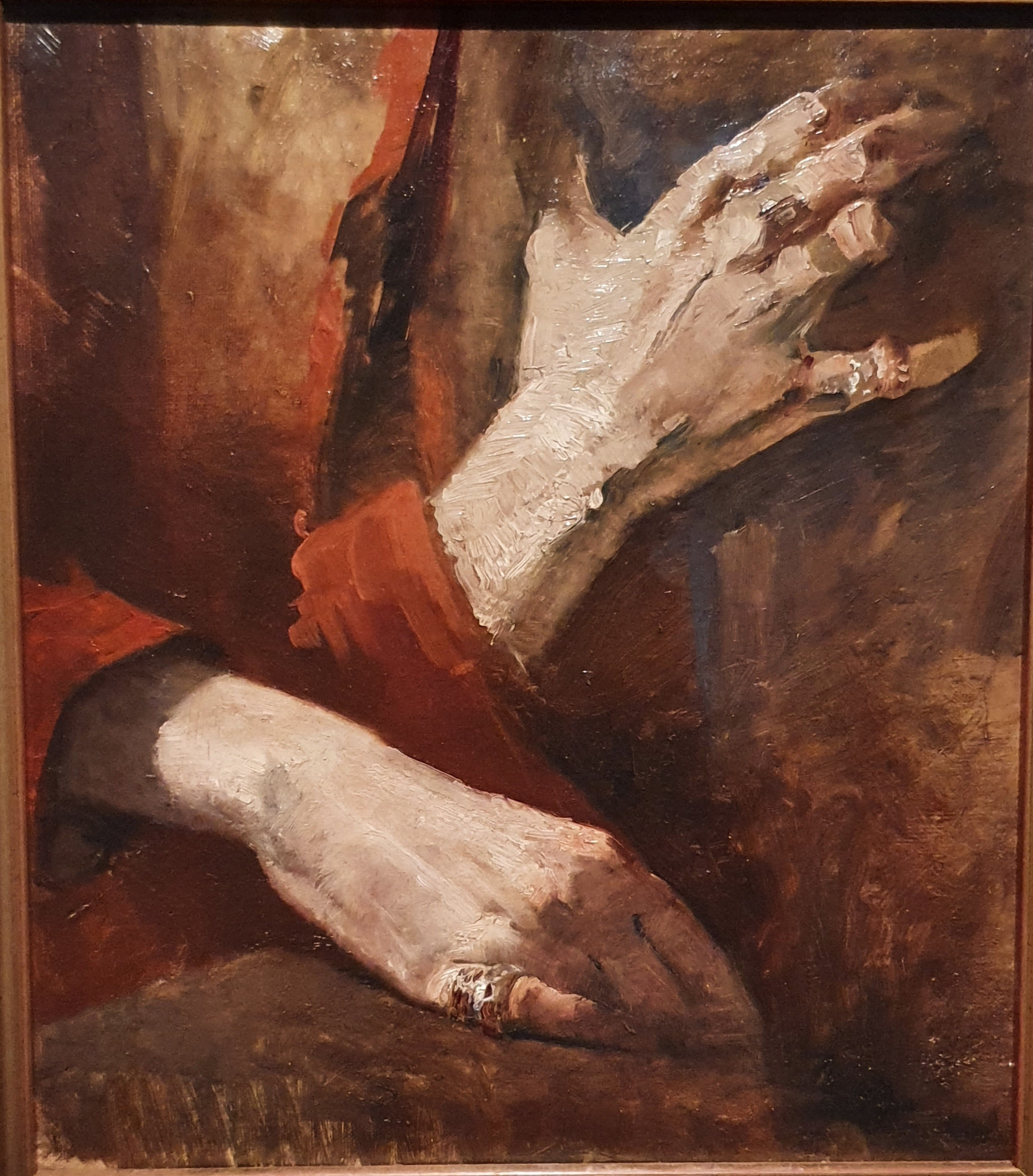
Estudo (Mãos da Artista)
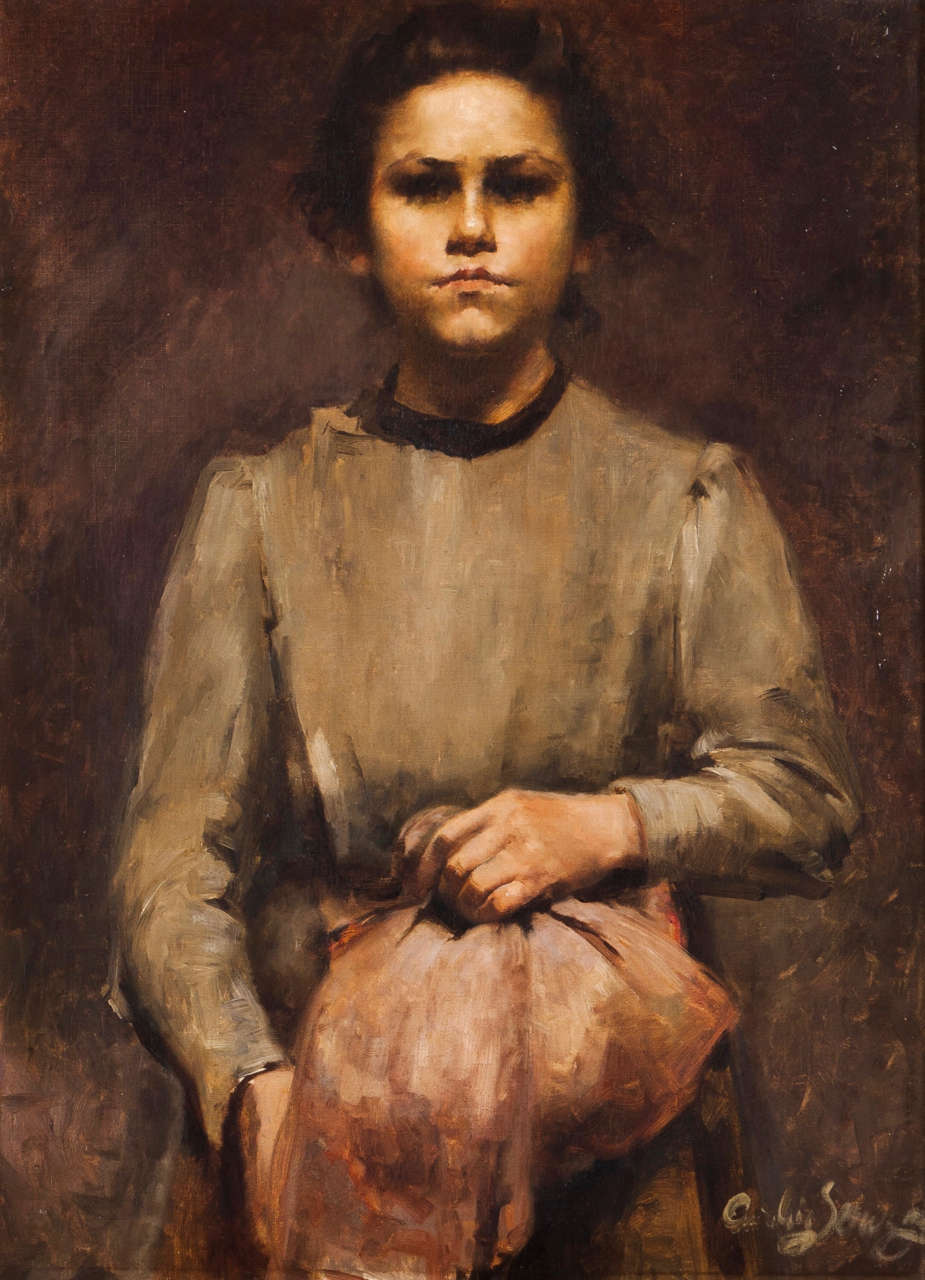
Retrato de menina
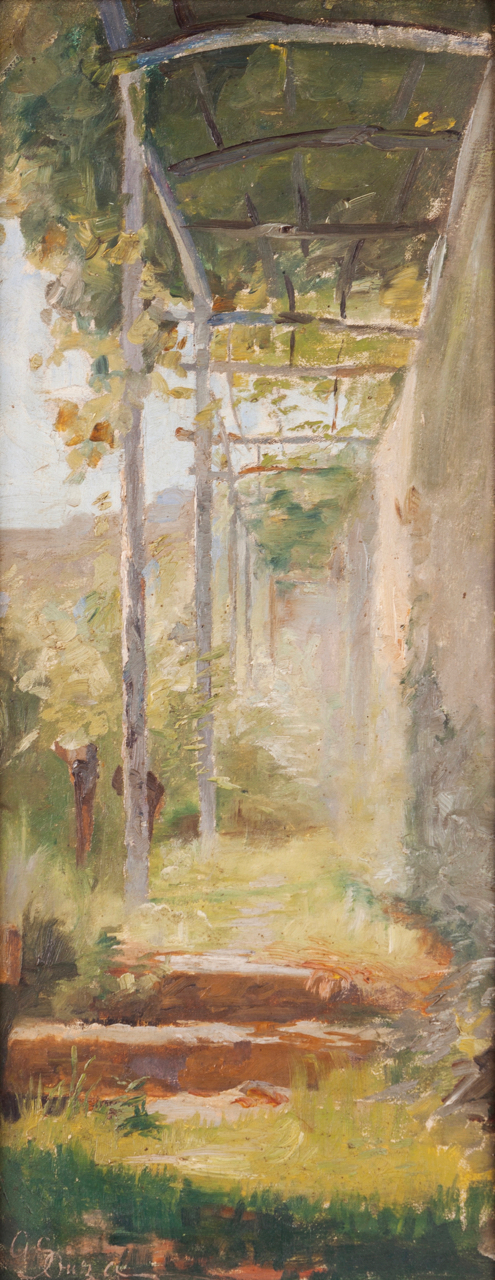
Pérgola
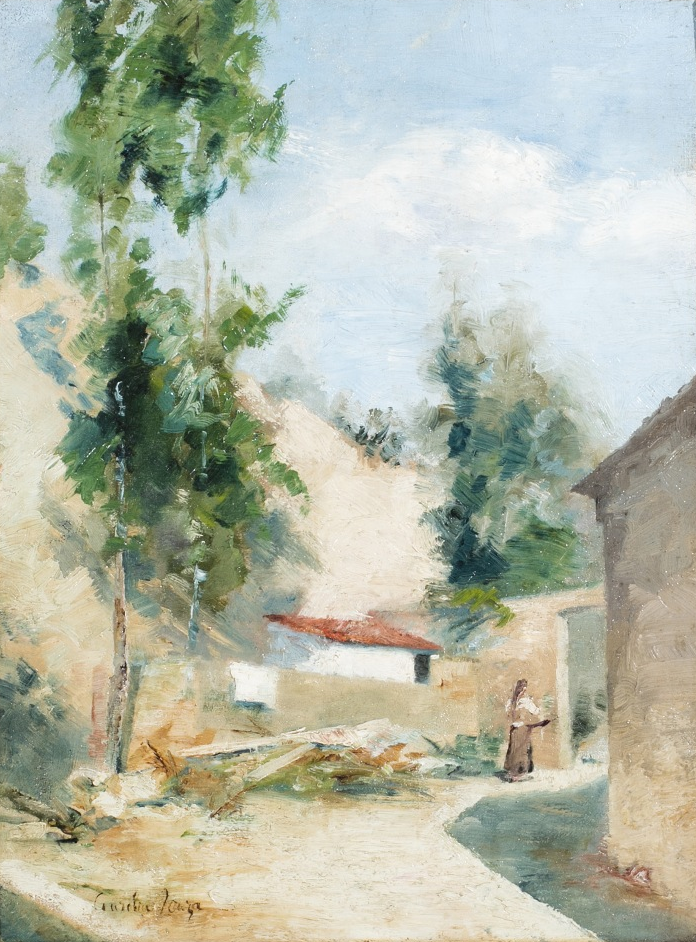
Paisagem com figura, Privatsammlung
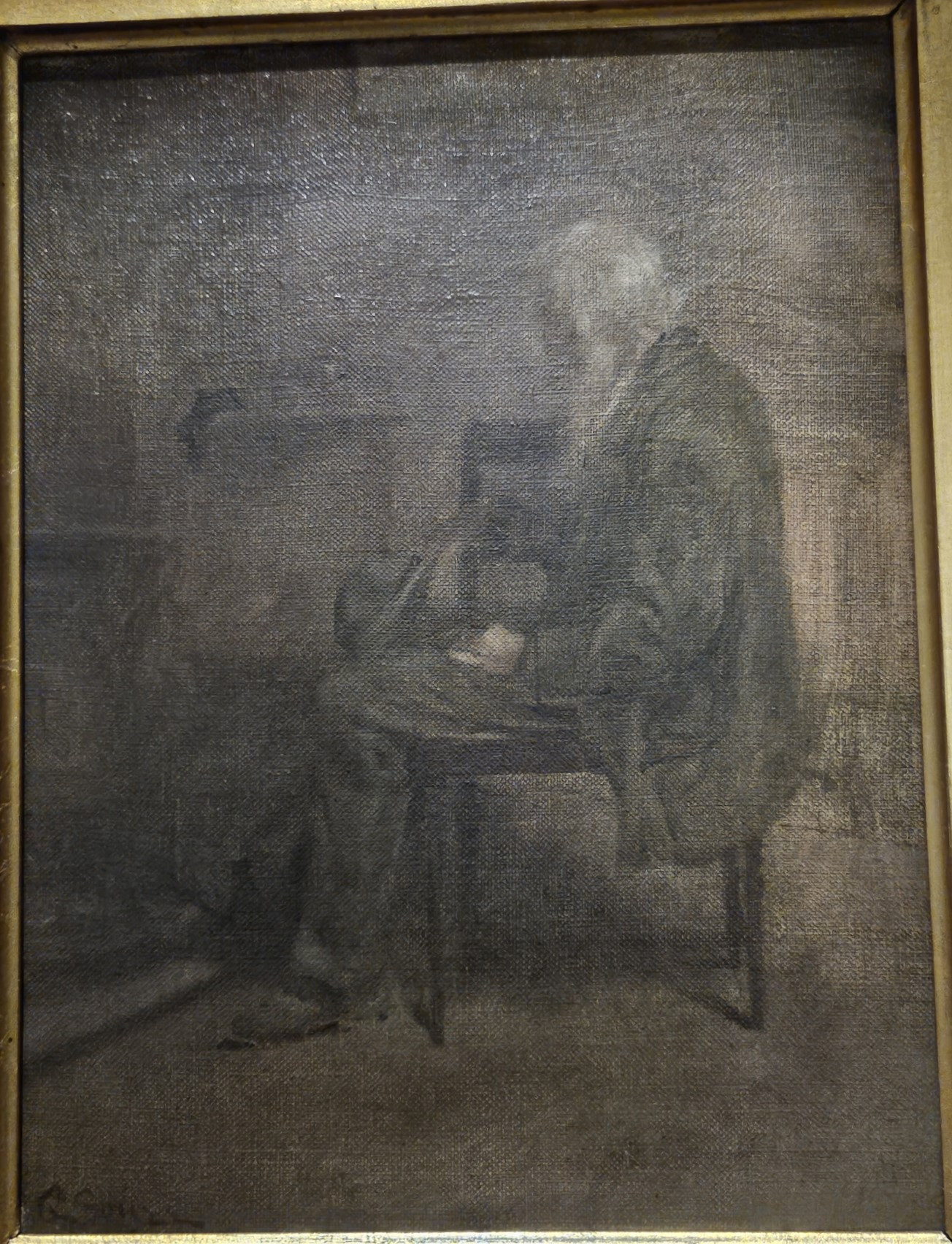
Figura sentada, 1911, MNAC-Sammlung
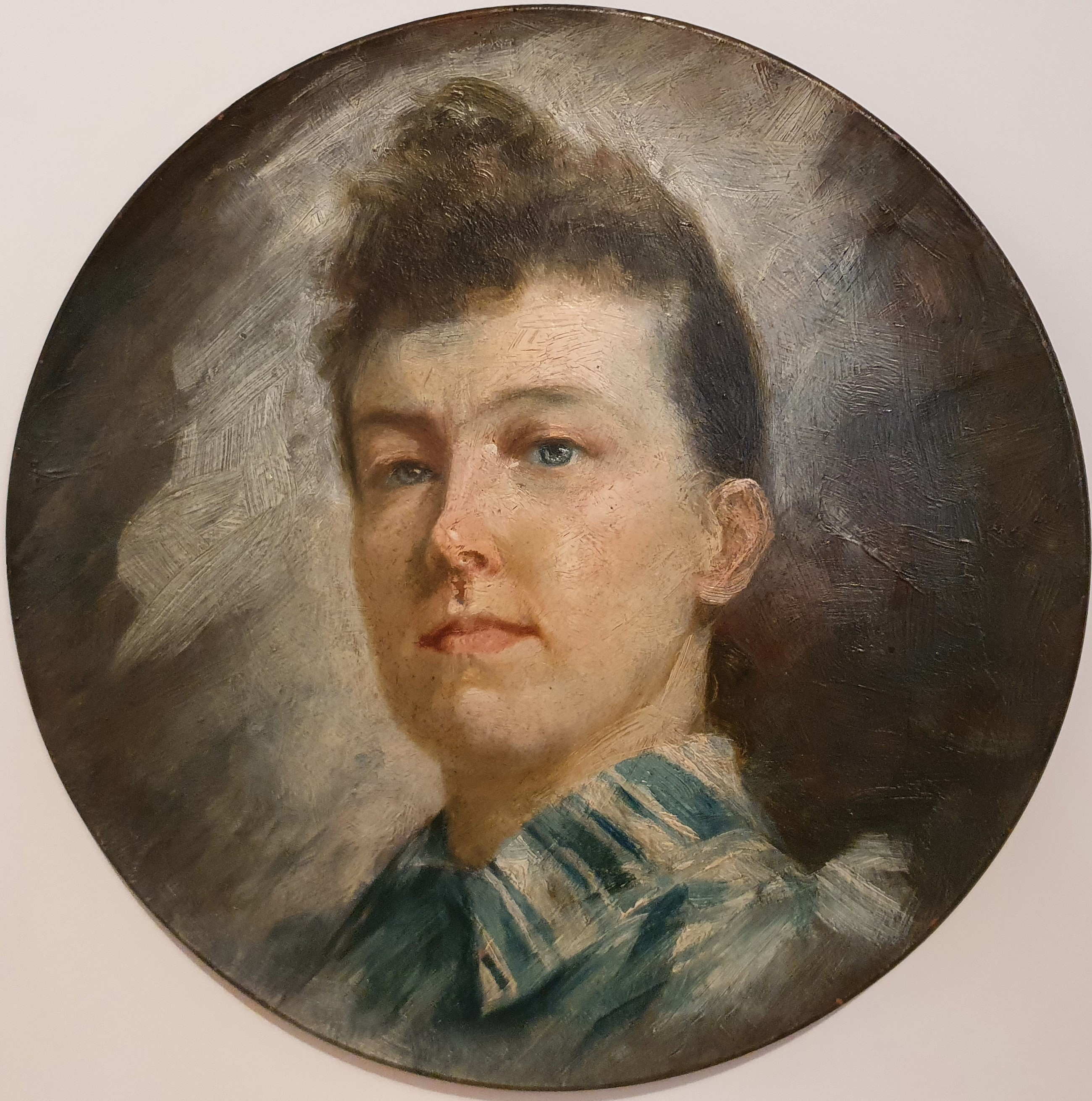
Ohne Titel (Selbstporträt), undatierter bemalter Keramikteller von Aurélia de Sousa, in einer Privatsammlung